# Tung Csung-su
Tung Csung-su (Dong Zhongshu) kiemelkedő, jelentős konfuciánus filozófus a Keleti Han-dinasztia idején, az i. e. 2. évszázadban.

## Élete
Tung Csung-su (Dong Zhongshu) életrajza A történetíró feljegyzéseinek 121. és a Han su (Han shu) 56. fejezetében található. Habár Sze-ma Csien (Sima Qian) bizonyos szempontból mestereként tekintett Tung Csung-su (Dong Zhongshu)ra, mégis csak egy viszonylag rövid életrajzot közöl róla, a Han su (Han shu) szerzője, Pan Ku (Ban Gu) részletesebb leírásából azonban már egyértelműen kiderül Tung Csung-su (Dong Zhongshu) szélesebb körű elismertsége.
Han Csing (Han Jing) császár (漢景帝; uralk. i. e. 157–141) és Han Vu (Han Wu) császár (漢武帝; uralk. i. e. 141–87) udvarában tevékenykedett tudósként. A Tavaszok és őszök krónikájához írt három kommentár közül a Kung-jang csuan (Gongyang zhuan) (《公羊傳》) kommentár értelmezésében tűnt ki, és ezen érdemeiért adományozta neki Han Csing (Han Jing) császár az „udvari akadémikus” (po-si (boshi) 博士) címet.
Az előadásait állítólag egy függöny mögött tartotta, így sokan nem is láthatták személyesen a mestert, hanem kizárólag a közelebbi tanítványaitól tanulhattak. Han Vu (Han Wu) császár idején Hu-vu Ce-tu (Huwu Zidu)val (胡毋子都) együtt volt az udvar Tavaszok és őszök krónikájának értelmező specialistája. Han Vu (Han Wu) császár felhívást intézett az országban élő írástudókhoz, így született meg Tung Csung-su (Dong Zhongshu)nak az Ember és az Ég kapcsolatáról szóló három beadványa (szan cö (san ce) 三策), melyek nevét ismertté tették.
A császár egy rövidebb időre kinevezte Csiang-tu (Jiangdu) (江都) vezetőjévé, ahol egyebek között állítólag esőidéző és esőmegállító szertartásokat mutatott be. I. e. 130-ban Csang’an (Chang’an)ban lett császári tanácsadó (csung ta-fu (zhong dafu) 中大夫). A következő években Tung Csung-su (Dong Zhongshu) a klasszikus művek és a rítusok kiváló ismerete mellett számos konkrét tanáccsal segítette a belügyeket és külkapcsolatok igazgatását (pl. a só és a vas túlzott állami monopóliumáról, vagy a hsziungnu (xiongnu)kkal való békés viszony kialakításáról alkotott véleményével). Habár Tung Csung-su (Dong Zhongshu) alapvetően egész életében tudós és író maradt, mégis a későbbi kínai hagyomány szerint senki sem játszott olyan fontos szerepet a Han-kori és a későbbi Kína megteremtésében, a Nagy Akadémia (Taj-hszüe (Taixue) 太學) létrehozásában, a vizsgarendszer bevezetésében, a klasszikus könyvek központivá tételében, mint Tung Csung-su (Dong Zhongshu). Sokan vélik úgy, nagy részben neki köszönhető, hogy a konfucianizmus lett Kína állami ideológiája.

## Fő műve és filozófiája
Tung Csung-su (Dong Zhongshu) fő műve a Csun-csiu fan-lu (Chunqiu fanlu) (《春秋繁露》), vagyis a „Tavaszok és őszök gyöngysora”, mely egyrészt a Tavaszok és őszök krónikájának a Kung-jang (Gongyang)-féle kommentáron keresztüli értelmezése, másrészt a jin–jang (yin–yang) és az öt elem tanával való megerősítése. Sokan úgy tekintenek erre a műre, mint az i. e. 134-ben uralkodóvá váló ortodox konfuciánus doktrína legteljesebb összefoglalására.
A mű szerzője tanításait elsősorban a jin–jang (yin–yang) iskola és a konfuciánusok elképzeléseire alapozta, ugyanakkor mindent elkövetett, hogy a többi iskola (legisták, motisták, taoisták) világképét összhangba hozza a sajátjával. Így például a törvényes büntetés mint a jin (yin) princípiuma (legista), az Ég akarata (motista), a tao (dao) elképzelése (taoista) mind ezt a tendenciát tükrözi, tehát legista és taoista elemekkel elegyítette a konfucianizmust. Kidolgozta a „három kötelék” (uralkodó–alattvaló, apa–gyermek, férj–feleség) elvét, a történelmet pedig három periódus (fekete, fehér, vörös) ciklikus mozgásaként fogta fel. Az ember és a császár kötelessége a rítusok és az áldozatok (elsősorban a csiao (jiao) 郊) bemutatása, mivel ezek az Ég akaratát és útját fejezik ki. Külön részek foglalkoznak az esőszertartással, melyet megfosztva sámánisztikus tartalmától, kizárólag a jin–jang (yin–yang) elv alapján magyaráz.
Úgy tűnik, hogy nagy részben Tung Csung-su (Dong Zhongshu) volt az, akinek a vizsgarendszer hivatalos bevezetése, illetve az öt kanonikus mű tanulmányozására létrejött Császári Akadémia (i. e. 124), illetve e művek kötelezővé tétele köszönhető. Ez a konfuciánus kánon és a vizsgarendszer nagymértékben meghatározta Kína későbbi történelmét.